# Dicodonium floridanum
Dicodonium floridanum är en nässeldjursart som beskrevs av Mayer 1910. Dicodonium floridanum ingår i släktet Dicodonium och familjen Corynidae. Inga underarter finns listade i Catalogue of Life.